# Helvesiek
Helvesiek er en kommune med godt 750 indbyggere (2013) i Samtgemeinde Fintel i den sydøstlige del af Landkreis Rotenburg (Wümme), i den nordlige del af den tyske delstat Niedersachsen. Mod syd i kommunen løber floden Wümme.

## Nabokommuner
Helvesiek grænser til (med uret fra nord):
- Sittensen
- Stemmen
- Lauenbrück
- Scheeßel
- Hamersen